# Spirostreptus angustifrons
Spirostreptus angustifrons är en mångfotingart som beskrevs av Henri W. Brölemann 1902. Spirostreptus angustifrons ingår i släktet Spirostreptus och familjen Spirostreptidae. Inga underarter finns listade i Catalogue of Life.